# Dominique Rouvel
Dominique Rouvel, né le 13 mars 1966, est un céiste français de descente rattaché au club S.N.T.M à Saint-Maur-des-Fossés (Val-de-Marne).

## Carrière
Il remporte la médaille d'or en C-1 classique par équipe avec Jérôme Bonnardel et Jean-Luc Christin aux Championnats du monde de descente 1993 à Mezzana. Aux Championnats du monde de descente 1995 à Bala, il obtient la médaille d'argent en C-1 classique par équipe avec Samuel Nardon et Jérôme Bonnardel.
Il domine, de nombreuses fois, les championnats de France de Descente en C1. Il remporte quatre titres de champion de France individuel en 1991, 1992, 1993, et 1994 et trois titres de champion de France en équipe en 1988, 1993, et 1995.
Il comptabilise également une dizaine de podiums en coupe du monde.

## Palmarès

### Championnats du monde
- 1993 à Mezzana,  Italie :
  -  Médaille d'or en C1 classique par équipe
- 1995 à Bala,  Pays de Galles :
  -  Médaille d'argent en C1 classique par équipe

### Championnats de France
- 1988 à Bourg-Saint-Maurice,  France:
  -  Médaille d'or en C1 par équipe

- 1990 à Thonon-les-Bains,  France :
  -  Médaille d'argent en C1
  -  Médaille d'argent en C1 par équipe
- 1991 à Larrau[[Milan|,  France]] :
  -  Médaille d'or en C1
  -  Médaille d'argent en C1 par équipe
- 1992 à Bourg-Saint-Maurice,  France :
  -  Médaille d'or en C1
  -  Médaille d'argent en C1 par équipe
- 1993 à Bourg-Saint-Maurice,  France :
  -  Médaille d'or en C1
  -  Médaille d'or en C1 par équipe
- 1994 à Bourg-Saint-Maurice,  France :
  -  Médaille d'or en C1
- 1995 à ?,  France :
  -  Médaille d'argent en C1
  -  Médaille d'or en C1 par équipe